# Ng Mui
Ng Mui (en chinois 五枚, en pinyin Wǔ méi) est une nonne bouddhiste semi-légendaire du XVIIe siècle qui aurait créé la boxe chinoise wing chun. Membre des Cinq Anciens qui se sont échappés du monastère Shaolin du Sud de Fujian après sa destruction par les Mandchous afin d'éliminer les moines qu'ils jugeaient nuisibles, elle est toujours représentée comme fidèle à la dynastie Ming. Une rumeur prétend d'ailleurs qu'elle pourrait être la quatrième fille d'un général Ming nommé Lui Sei-leung. L'histoire et les influences de Ng Mui sont correctement représentées dans le film Les Disciples de la 36e chambre (1985).

## Biographie
Pendant le règne de l’empereur mandchou Kangxi (1662-1722) de la dynastie Qing, le temple Shaolin du Sud n’était pas seulement un sanctuaire religieux, mais aussi un refuge pour les opposants aux Qing. Pour éradiquer cette rébellion, les Mandchous envoyèrent des troupes détruire le temple mais les moines résistèrent et le siège se poursuivit. Chan Man-wai, un fonctionnaire cherchant les faveurs du gouverneur, fomenta un plan. Aidé par le moine Ma Ning-yee qui se trouvait à l’intérieur du temple, ils convainquirent un groupe de moines de trahir leur cause et d’incendier le temple pendant que les troupes attaquaient. Le temple Shaolin brûla. Les moines et leurs disciples furent massacrés.
Seuls cinq d’entre eux réussirent à fuir : la nonne bouddhiste Ng Mui, l’abbé Chi Shin, l’abbé Pak Mei, le maître Fung To-tak et le maître Mui Hin. Ils s’échappèrent chacun dans une direction différente.
Alors que Ng Mui est poursuivie par l'armée mandchoue après la destruction du monastère Shaolin, elle se réfugie au temple Tai Leung Shan sur le mont Emei dans la province du Sichuan. Elle commence à réfléchir sur son savoir martial car la plupart des techniques qu’elle connait sont inefficaces ou inadaptées pour la femme petite et frêle qu’elle est. Toutes ses techniques sont basées sur la force physique et la taille, ce qui convient parfaitement à un homme.
Deux histoires populaires racontent que Ng Mui assista un jour à une lutte entre un renard et une grue blanche. Le renard perdit le combat. Elle s'inspira donc de la grue pour créer son style de boxe, se basant sur la structure du corps, l’économie des mouvements, les angles d’attaque, la fluidité et le relâchement plutôt que sur la force physique. Elle crée ainsi les principes d’un nouvel art martial qui ne porte pas encore de nom.

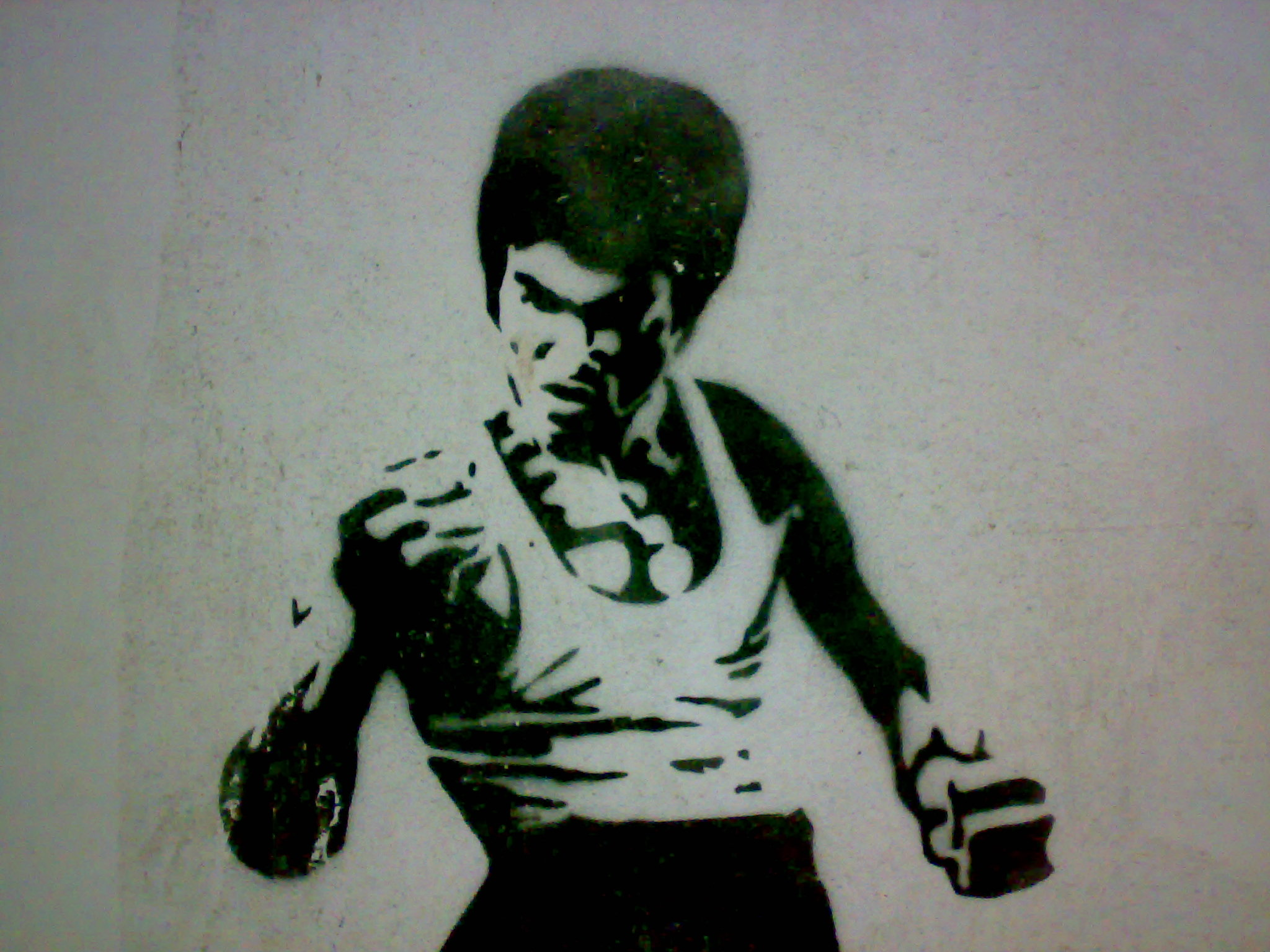
Bruce Lee est de loin le plus célèbre pratiquant de wing chun.

L'autre histoire raconte qu'un jour, l'entraînement de la nonne fut interrompu par un serpent affrontant une grue. Elle les observa longuement afin de s'imprégner de leurs méthodes de combat puis elle intégra les atouts et tactiques à ses compétences martiales déjà très développées afin de créer un style nouveau remarquable. Une légende raconte qu'elle se rendit à Guangxi où elle rencontra Miu Shin qu'elle prit comme élève et lui transmit ses techniques de boxe. Mui Shin joignit ses techniques de boxe du serpent avec celles que Ng Mui lui avait apprise et créa le style qui fut plus tard appelé wing chun. Techniquement, cette boxe incarne l'efficacité à travers une grande économie de mouvement, donc d'énergie. Les mouvements sont très courts. À partir d'une position très stable, ils permettent des réactions rapides dans toutes les directions. Les esquives sont souples, les contre-attaques fulgurantes.
Elle tente plus tard d'assassiner l'empereur mandchou en utilisant un art martial d'un niveau très élevé.
Elle rencontre un jour une jeune fille, nommée Yim Wing-chun, en pleurs car un seigneur local voulait faire d'elle une concubine. Son unique issue était de parvenir à vaincre le potentiel mari, dans un duel martial. Ng Mui lui promit alors qu'en six mois d'apprentissage, elle pourrait se défaire de lui. Yim Wing-chun gagne finalement son duel et enseigne plus tard cette boxe à son mari Leung Bok-cho qui la perfectionne et, à la mort de sa femme, lui donne le nom de wing chun (« Printemps chantant », en référence au nom de son épouse).
Certains historiens pensent que Ng Mui est un personnage fictif servant de couverture à Chan Wing-wah, surnommée la « grue blanche taoïste », une révolutionnaire des années 1670. Il est également possible que l'histoire de Ng Mui ait été inspirée par celle de Feng Qi Niang, la fondatrice du style de la grue blanche.

## Voir aussi

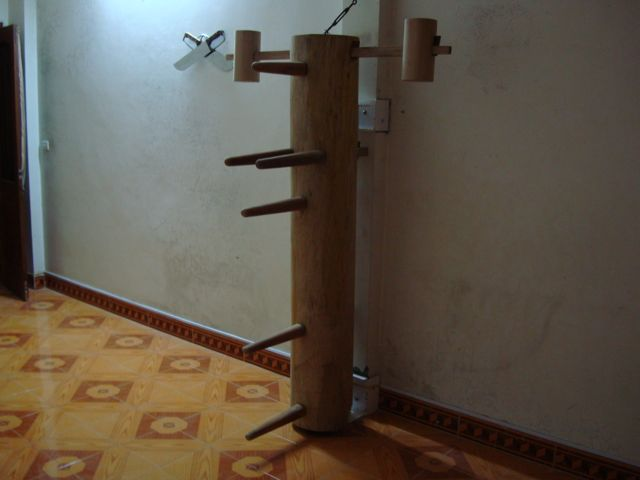
Mannequin de bois du wing chun.